# Arthur Bothe

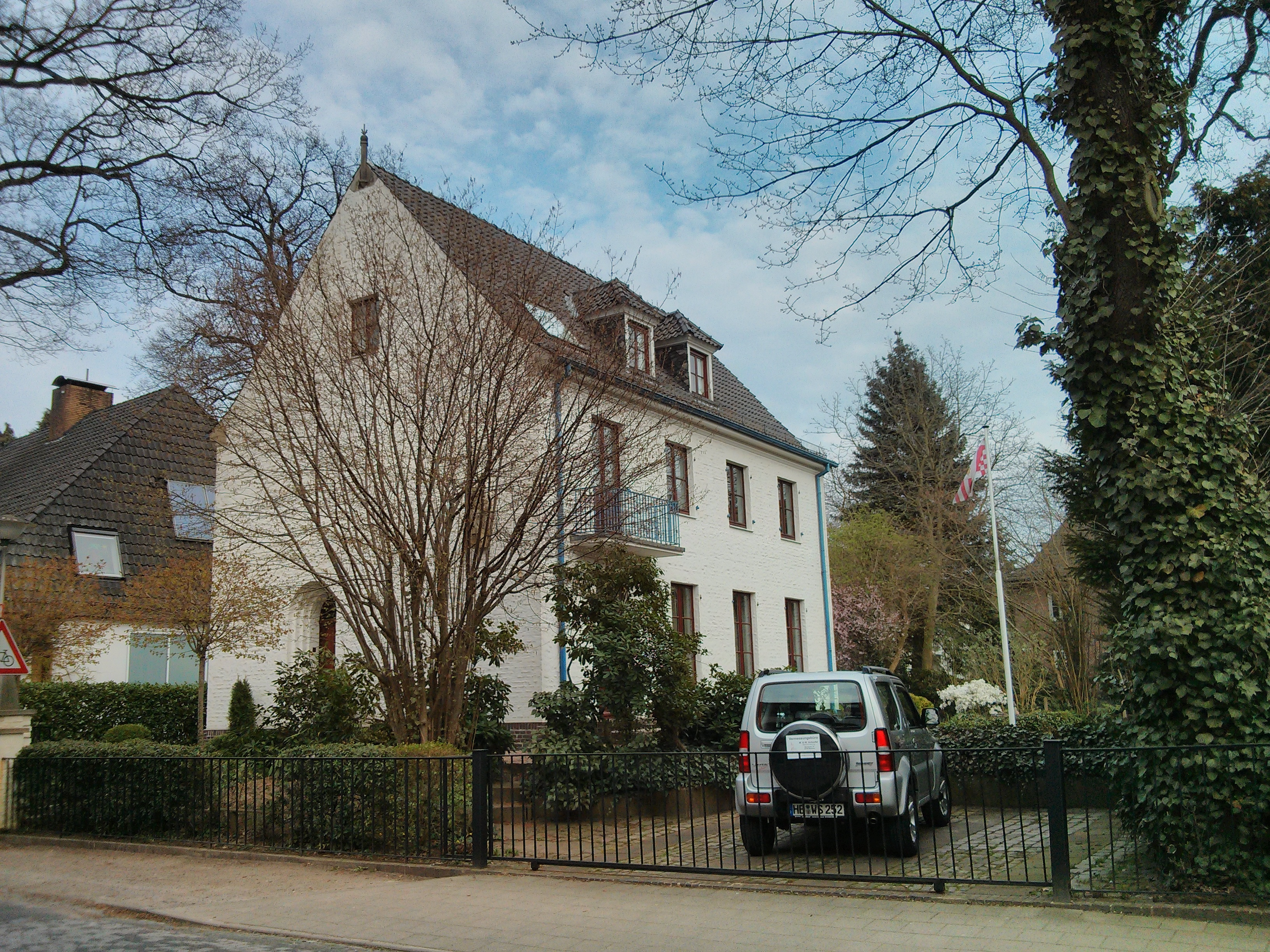
1929: Haus Bothe

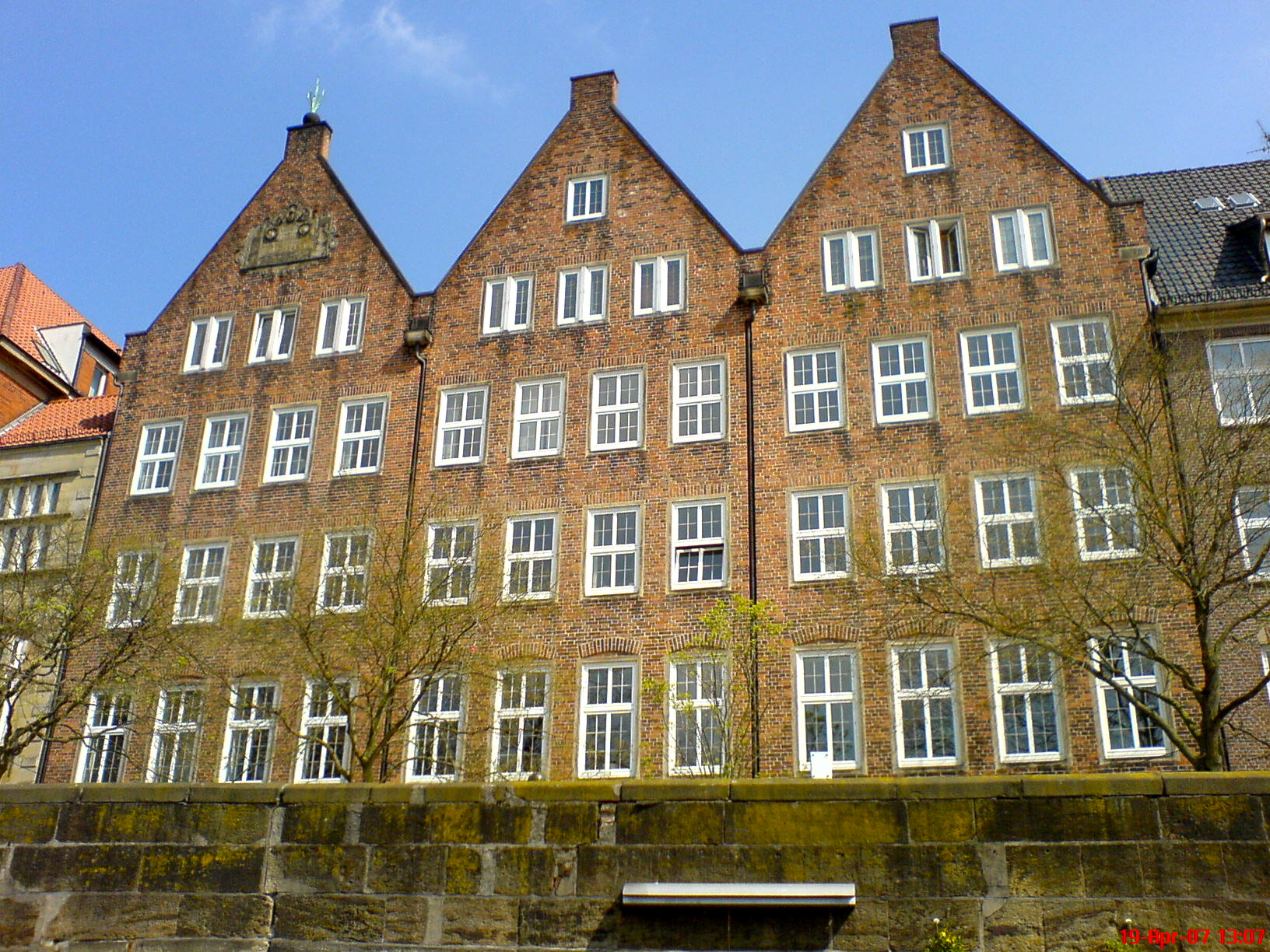
1951: Geschäftshaus Gollücke & Rothfos

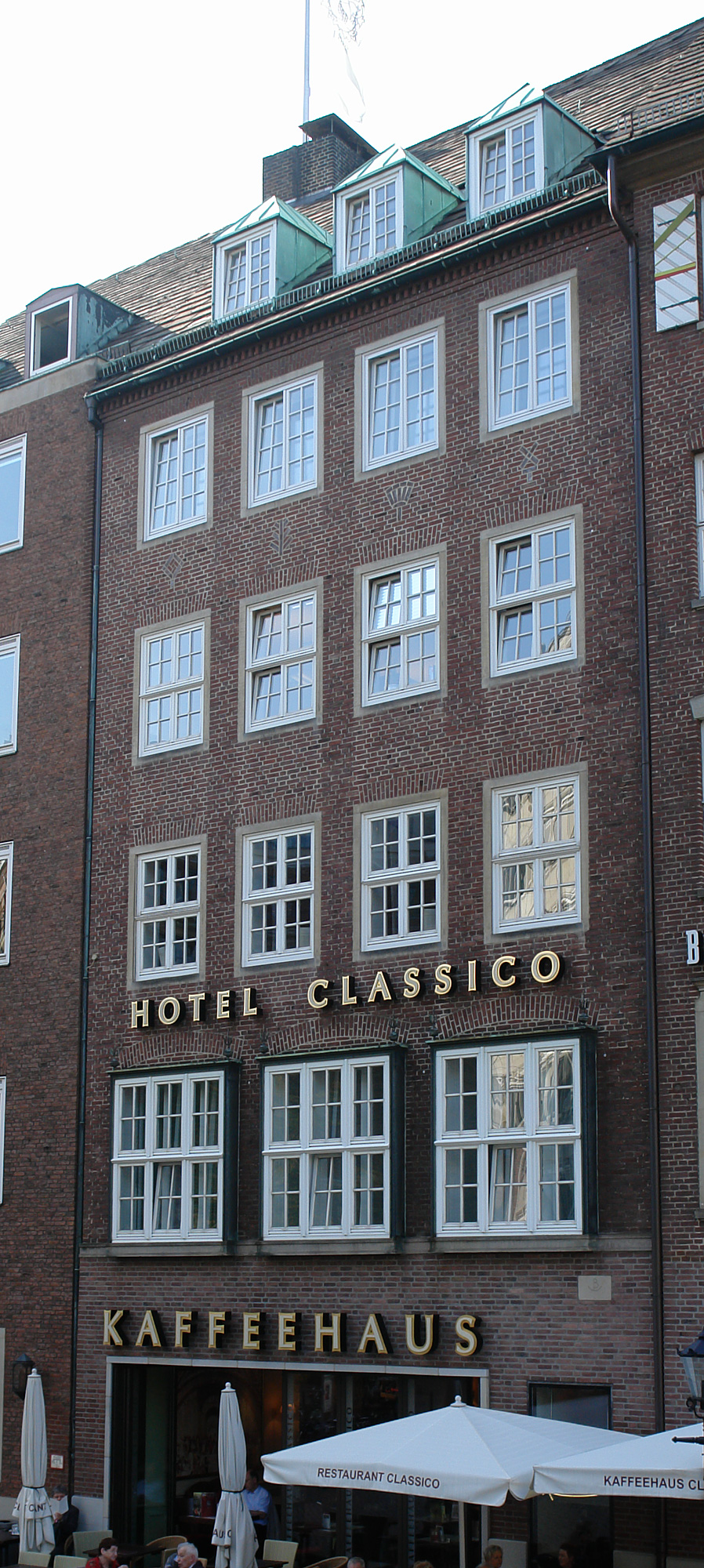
1953: Haus-Eduscho, Am Markt

Arthur Bothe, auch Johann Heinrich Arthur Bothe, (* 28. November 1891 in Aumund bei Vegesack; † 29. Juli 1981 in Bremen) war ein deutscher Architekt.

## Biografie
Bothe war der Sohn von Otto und Anna Margaretha Henrietta Bothe. Er war verheiratet mit Käthe Bothe, geb. Hager (1898–1982). Er studierte Architektur und wirkte beruflich von 1929 bis 1960 in Bremen mit einem selbständigen Büro. Er realisierte nach dem Zweiten Weltkrieg seine Bauten in einem eher konservativen Stil.
Der trennende Martini-Durchbruch zwischen der Bremer Altstadt und der Weser mit der Schlachte entstand in den 1950er Jahren nach dem Rahmenplan (1949–1951) der beiden Architekten Arthur Bothe und Hans Storm sowie dem Bebauungsplan des Stadtplanungsamtes Bremen unter Mitwirkung der Aufbaugemeinschaft Bremen (Vorsitzender Wilhelm Wortmann, der 1944 diese Planung bereits vorsah) als Interessenvertretung der Grundeigentümer. Eine Reihe alter Straßen des Schlachte-Viertels verschwanden oder wurden wie die Langenstraße getrennt.

## Bauten
- 1929: Haus Bothe Bremen-Schwachhausen, Riensberger Straße 45, konservativ 1920er-Stil, denkmalgeschützt
- 1947–1967: Wiederaufbau Stephanikirche Bremen
- 1948: Haus Rasmussen in Lemwerder i.O.[1]
- 1951: Geschäftshaus Golluecke und Rothfos, Schlachte (Bremen) 3/5, rotsteinsichtiger Giebelbau, denkmalgeschützt
- 1951: Kaffeerösterei Eduscho-Siedentopf, Korffsdeich, Überseestadt
- 1953: Eduscho-Haus, Bremer Marktplatz, Am Markt 18, heute Bankhaus Carl F. Plump & Co, rotsteinsichtiger Bau, denkmalgeschützt
- 1955: Eduscho-Haus, Bahnhofsstraße 28/31

## Schriften
- Arthur Bothe: Eduard Scotland. In: Historische Gesellschaft Bremen, Staatsarchiv Bremen (Hrsg.): Bremische Biographie 1912–1962. Hauschild, Bremen 1969, S. 482.
- Arthur Bothe: Wer war Eduard Scotland? In: Der Aufbau, 39. Jahrgang 1985, Nr. 1, S. 29. (online bei der Staats- und Universitätsbibliothek Bremen)
- Arthur Bothe: Eduard Scotland 1885–1945. In: Wilhelm Wortmann (Hrsg.): Bremer Baumeister des 19. und 20. Jahrhunderts. Bremen 1988, S. 74 f.
- Arthur Bothe, Hermann Gildemeister, Hanns Meyer, Wulf Schaefer, Wilhelm Wortmann: Bremen und seine Bauten 1900-1951. Schünemann, Bremen 1952.